# João Sousa Cardoso
João Sousa Cardoso (1977) é um artista e docente português. Licenciado em Artes Plásticas pela Faculdade de Belas Artes da Universidade do Porto, mestre em Ciências da Comunicação pela Universidade Nova de Lisboa e doutorado em Ciências Sociais, pela Universidade Paris Descartes (Sorbonne).
Defendeu a tese L’imaginaire de la communauté portugaise en France, à travers les images en mouvement (1967–2007), orientada pelo sociólogo francês Michel Maffesoli. Foi bolseiro da Fundação Calouste Gulbenkian entre 2005 e 2009. Integrou o Centre de l’Étude sur l’Actuel et le Quotidien da Universidade Paris Descartes e integra atualmente o Centro de Estudos da Comunicação e Linguagens da Universidade Nova de Lisboa.
Desde 2001 tem desenvolvido projetos artísticos no cruzamento da estética com as ciências sociais.
Escreve regularmente no jornal Público, na revista Contemporânea e noutras publicações.
Vive e trabalha em Lisboa.

## Ensino
É professor na Universidade Lusófona e diretor da Licenciatura de Comunicação Audiovisual e Multimédia desde 2010.
Professor Convidado na Faculdade de Belas Artes da Universidade do Porto.

## Projetos desenvolvidos

### 2014
Encontra-se em fase de pré-produção, A Santa Joana dos Matadouros, a partir do texto de Bertolt Brecht, protagonizado por Constança Carvalho Homem.
O filme será rodado em Setembro e Outubro no antigo Matadouro Industrial do Porto.
Criou MIMA-FATÁXA, espetáculo a partir de 3 textos de Almada Negreiros, interpretado por Ana Deus e Ricardo Bueno, co-produzido pelo Teatro Maria Matos (Lisboa), Teatro Viriato (Viseu), Centro Cultural Vila Flor (Guimarães), Teatro Municipal da Guarda (Guarda) e Teatro Virgínia (Torres Novas). Com  estreia nacional no Teatro Viriato, em fevereiro de 2014, será apresentado no Teatro Maria Matos e no Teatro Virgínia, em janeiro e fevereiro de 2015, respectivamente. Encerra a carreira no Teatro Nacional São João (Porto), em maio de 2015.

### 2013
A convite do ARTES, programa de Arte Contemporânea da Manuel António da Mota, cria a instalação A Ronda da Noite, ocupando o edifício do Cinema Batalha, no Porto, entre 1 e 9 de novembro. Realiza ainda o filme A Ronda da Noite, protagonizado por Ricardo Bueno e Marta Cunha, integralmente rodado no Cinema Batalha.
Leva novamente a cena o espetáculo Raso Como o Chão, a 07 de junho, no Centro Cultural de Vila Flor (Guimarães), no âmbito dos Festivais Gil Vicente 2013.
Realiza o filme BAAL (a partir do texto original de Bertolt Brecht) no âmbito das Unneeded Conversations 2013 produzido pela Faculdade de Belas Artes da Universidade do Porto.

### 2012
Apresenta a exposição “Os Errantes”, no Kijkruimte, em Amesterdão (Países Baixos).
Estreia em 2012, no Teatro Nacional São João/Teatro Carlos Alberto, no Porto, o espetáculo Raso como o Chão criado e interpretado com Ana Deus (Osso Vaidoso, Três Tristes Tigres, Ban) a partir da obra homónima de Álvaro Lapa, com representações no Teatro da Politécnica (Lisboa) e Teatro Viriato (Viseu).
Responsável pela Direção Artística da performance Almada, Um Nome de Guerra/Nós não Estamos Algures a convite da Fundação de Serralves, numa reinterpretação destes dois mixed media de Ernesto de Sousa a partir da obra de Almada Negreiros.

### 2010
Integrou a exposição Às Artes, Cidadãos!, no Museu de Serralves, comissariada por João Fernandes e Óscar Faria.

### 2008
Apresentou o filme 2+2, no Jeu de Paume, em Paris, a convite dos Laboratoires d’Aubervilliers.
Cria e interpreta com Ana Deus e António Preto o espetáculo A Carbonária, a partir de Porque Morreu Eanes, de Álvaro Lapa. O espetáculo estreia no Teatro Municipal de Bragança e tem representações na Casa Conveniente (Lisboa), Estúdio Zero (Porto), Oficina Municipal de Teatro (Coimbra) e Teatro Sá da Bandeira (Santarém)

### 2009
Apresenta a exposição Os Republicanos, no espaço Uma Certa Falta de Coerência, no Porto. Esta exposição é a segunda parte de uma outra, A Terceira República, que o artista montou e expôs no espaço Mad Woman in the Attic, no Porto, em 2007. No âmbito da exposição Os Republicanos foi realizado foi editado um jornal de actualidades e realizado um filme homónimo, exibido em 2010, na exposição Téléthèque – Encontros Videográficos, no Instituto Franco Português, em Lisboa.

### 2006
Apresenta no Auditório de Serralves o filme Cinema Mudo (2003), realizado em Jerusalém (Palestina). Projecto co-produzido por The Musrara School of Photography & New Media (Israel) e Fondazionne Pistoletto (Itália).
Cria e interpreta o espetáculo O Bobo, juntamente com António Preto e Daniela Paes Leão, a partir da obra homónima de Alexandre Herculano, com representações em França, nas Universidades de Paris 3, Paris 4, Paris 8 e Paris 10 e em Portugal, nos seguintes teatros: Teatro Taborda (Lisboa), Estúdio Zero (Porto), Centro Cultural Vila Flor (Guimarães), Teatro Municipal da Guarda (Guarda) e Teatro Académico de Gil Vicente (Coimbra).

## Comissariado
Comissariou, em 2000, o projeto multidisciplinar Arritmia – As inibições e os prolongamentos do Humano, no Mercado Ferreira Borges, no Porto, com produção do Museu da Faculdade de Belas Artes da Universidade do Porto e, em 2006, Os Dias de Janus: Perspectivas sobre a passagem do cinema ao vídeo em Portugal, na Faculdade de Engenharia da Universidade do Porto

## Residência artística
Foi artista residente na Fondazione Pistoletto (Biella, Itália), em 2002, e artista residente na Expédition-Plateforme Européenne d’Échanges Artistiques (a convite dos Laboratoires d’Aubervilliers), nas cidades de Amesterdão, Viena e Paris, entre 2007 e 2008.

## Seminários
Concebeu e coordenou o seminário L'imaginaire des Portugais de France et représentations cinématographiques, na Université Lille 1 (França), em 2011.
Concebeu e coordenou os seminários Arquivo e Anacronia (2011),  As Fúrias – Imagens e Movimentos Sociais em Portugal no Século XX (2010) e Black Mountain College: A Descoberta da América (2007), no Museu de Arte Contemporânea de Serralves.

## Publicaçõesonline
La communauté projetée: sociologie du cinéma, Sociétés, Amal Bou-Hachem (org.), Bruxelas (Bélgica), De Boeck Université, n° 96 2007/2, 2007.
Arritmia - As Inibições e o Prolongamento do Humano, Porto, 2000.
Texto publicado no âmbito do ciclo África já ali, Auditório de Miragaia, Porto, 2008.
Texto publicado no programa de UBU(s), criação de Ricardo Pais com cenografia de Pedro Tudela, Teatro Nacional São João, Porto, 2004.
Texto crítico sobre Os Republicanos, de Óscar Faria, Público, setembro 2009.

## Entrevistasonline
Às Artes, Cidadãos!, Museu de Serralves, 2010.
Revista Digital de Cinema Documentário, nº 7, Universidade da Beira Interior, Janeiro 2009.